# Campeonato Africano de Atletismo de 2014 - 200 m masculino
A prova dos 200 metros masculino do Campeonato Africano de Atletismo de 2014 foi disputada entre os dias 13 e 14 de agosto de 2014 no Estádio de Marrakech  em Marrakech,  no Marrocos. Participaram da prova 56 atletas. 

## Recordes
Antes desta competição, os recordes mundiais e do campeonato nesta prova eram os seguintes:
|                       | Nome               | Nacionalidade | Tempo  | Local   | Data                 |
| --------------------- | ------------------ | ------------- | ------ | ------- | -------------------- |
| Recorde mundial       | Usain Bolt         | Jamaica       | 19s 19 | Berlim  | 20 de agosto de 2009 |
| Recorde do campeonato | Frankie Fredericks | Namíbia       | 19s 99 | Dakar   | 22 de agosto de 1998 |
| Recorde africano      | Frankie Fredericks | Namíbia       | 19s 68 | Atlanta | 1 de agosto de 1996  |

## Medalhistas
| Ouro                     | Prata               | Bronze               |
| Hua Wilfried Koffi (CIV) | Isaac Makwala (BOT) | Carvin Nkanata (KEN) |

## Cronograma
Todos os horários são locais (UTC+1).
| Data         | Hora  | Evento    |
| ------------ | ----- | --------- |
| 13 de agosto | 10:10 | Bateria   |
| 13 de agosto | 18:30 | Semifinal |
| 14 de agosto | 18:35 | Final     |

## Resultados

### Bateria
Qualificação: 3 atletas de cada bateria (Q) mais os 3 melhores qualificados (q).
| Posição | Bateria | Atleta                  | Nacionalidade             | Tempo | Notas |
| ------- | ------- | ----------------------- | ------------------------- | ----- | ----- |
| 1       | 2       | Divine Oduduru          | Nigéria                   | 20.69 | Q     |
| 2       | 2       | Hua Wilfried Koffi      | Costa do Marfim           | 20.71 | Q     |
| 3       | 1       | Isaac Makwala           | Botswana                  | 20.79 | Q     |
| 4       | 5       | Idrissa Adam            | Camarões                  | 20.84 | Q     |
| 5       | 1       | Ncincilili Titi         | África do Sul             | 20.87 | Q     |
| 6       | 1       | Jammeh Adama            | Gâmbia                    | 20.89 | Q     |
| 7       | 5       | Francis Zimwara         | Zimbabwe                  | 20.93 | Q     |
| 8       | 4       | Mosito Lehata           | Lesoto                    | 20.94 | Q     |
| 9       | 5       | Jonathan Permal         | Ilhas Maurícias           | 20.98 | Q     |
| 10      | 4       | Tim Abeyie              | Gana                      | 20.99 | Q     |
| 11      | 3       | Titus Kafunda           | Zâmbia                    | 21.02 | Q     |
| 12      | 7       | Solomon Afful           | Gana                      | 21.02 | Q     |
| 13      | 6       | Carvin Nkanata          | Quênia                    | 21.05 | Q     |
| 14      | 5       | Mark Jelks              | Nigéria                   | 21.12 | q     |
| 15      | 3       | Simon Magakwe           | África do Sul             | 21.13 | Q     |
| 16      | 2       | Even Tjiviju            | Namíbia                   | 21.14 | Q     |
| 17      | 4       | Moustapha Traoré        | Mali                      | 21.18 | Q     |
| 18      | 4       | Yateya Kambepera        | Botswana                  | 21.21 | q     |
| 19      | 3       | Leaname Maotoanong      | Botswana                  | 21.35 | Q     |
| 20      | 6       | Seye Ogunlewe           | Nigéria                   | 21.39 | Q     |
| 21      | 2       | Collins Omae            | Quênia                    | 21.44 | q     |
| 22      | 3       | Jean Yann de Grace      | Ilhas Maurícias           | 21.49 |       |
| 23      | 2       | Daouda Diagne           | Senegal                   | 21.51 |       |
| 24      | 3       | Gyles Afoumba           | República do Congo        | 21.55 |       |
| 25      | 1       | Yendoutien Tiebekabe    | Togo                      | 21.57 |       |
| 26      | 4       | Béranger Aymard Bosse   | República Centro-Africana | 21.58 |       |
| 27      | 1       | Moulaye Sonko           | Senegal                   | 21.62 |       |
| 28      | 4       | Holder da Silva         | Guiné-Bissau              | 21.65 |       |
| 29      | 4       | Brisso Bahorou Akim     | Benim                     | 21.66 |       |
| 30      | 3       | Mohamed El Shushin      | Líbia                     | 21.68 |       |
| 31      | 7       | Christopher Naliali     | Costa do Marfim           | 21.68 | Q     |
| 32      | 1       | Leeroy Henriette        | Seicheles                 | 21.68 |       |
| 33      | 6       | Neddy Marie             | Seicheles                 | 21.70 | Q     |
| 34      | 7       | Rodwell Ndhlovu         | Zimbabwe                  | 21.82 | Q     |
| 35      | 6       | Kevin Oliveira          | Angola                    | 21.83 |       |
| 36      | 7       | Ahimed Abdela           | Etiópia                   | 22.04 |       |
| 37      | 4       | Prisca Baltazar         | Angola                    | 22.13 |       |
| 38      | 7       | Didier Kiki             | Benim                     | 22.14 |       |
| 39      | 6       | Abyot Lencho            | Etiópia                   | 22.15 |       |
| 40      | 1       | Hamza Mlaab             | Marrocos                  | 22.15 |       |
| 41      | 7       | Mustapha Ghizlane       | Marrocos                  | 22.37 |       |
| 42      | 2       | Tekle Berhane           | Eritreia                  | 22.40 |       |
| 43      | 3       | Dyland Sicobo           | Seicheles                 | 22.47 |       |
| 44      | 2       | Jannot Bacar            | Comores                   | 22.60 |       |
| 45      | 7       | Ghyd Kermeliss Olonghot | República do Congo        | 22.70 |       |
| 46      | 6       | Aziz Ouhadi             | Marrocos                  | DNF   |       |
| 47      | 1       | Jean Tarcisus Batambock | Camarões                  | DNS   |       |
| 47      | 2       | Denis Opio              | Uganda                    | DNS   |       |
| 47      | 3       | Pierre Paul Bissek      | Camarões                  | DNS   |       |
| 47      | 5       | Emmanuel Dassor         | Gana                      | DNS   |       |
| 47      | 5       | Tonny Chirchir          | Quênia                    | DNS   |       |
| 47      | 5       | Sibusiso Matsenjwa      | Essuatíni                 | DNS   |       |
| 47      | 5       | Alseny Conde            | Guiné                     | DNS   |       |
| 47      | 6       | Alexandre Mandaba       | República Centro-Africana | DNS   |       |
| 47      | 6       | Mohamed Khwaja          | Líbia                     | DNS   |       |
| 47      | 7       | Wayde van Niekerk       | África do Sul             | DNS   |       |

### Semifinal
Qualificação: 2 atletas de cada bateria  (Q) mais os  2 melhores qualificados (q). 
| Posição | Bateria | Atleta              | Nacionalidade   | Tempo | Notas  |
| ------- | ------- | ------------------- | --------------- | ----- | ------ |
| 1       | 2       | Hua Wilfried Koffi  | Costa do Marfim | 20.32 | Q      |
| 2       | 2       | Isaac Makwala       | Botswana        | 20.34 | Q      |
| 3       | 3       | Carvin Nkanata      | Quênia          | 20.47 | Q      |
| 4       | 1       | Ncincilili Titi     | África do Sul   | 20.48 | Q      |
| 5       | 1       | Jammeh Adama        | Gâmbia          | 20.59 | Q      |
| 6       | 1       | Idrissa Adam        | Camarões        | 20.59 | q      |
| 7       | 3       | Divine Oduduru      | Nigéria         | 20.72 | Q      |
| 8       | 1       | Francis Zimwara     | Zimbabwe        | 20.83 | q      |
| 9       | 1       | Jonathan Permal     | Ilhas Maurícias | 20.85 |        |
| 10      | 3       | Solomon Afful       | Gana            | 20.85 |        |
| 11      | 3       | Simon Magakwe       | África do Sul   | 20.87 |        |
| 12      | 2       | Titus Kafunda       | Zâmbia          | 20.88 |        |
| 13      | 2       | Tim Abeyie          | Gana            | 20.93 |        |
| 14      | 2       | Even Tjiviju        | Namíbia         | 21.14 |        |
| 15      | 3       | Leaname Maotoanong  | Botswana        | 21.22 |        |
| 16      | 3       | Moustapha Traoré    | Mali            | 21.26 |        |
| 17      | 2       | Yateya Kambepera    | Botswana        | 21.28 |        |
| 18      | 3       | Collins Omae        | Quênia          | 21.32 |        |
| 19      | 1       | Neddy Marie         | Seicheles       | 21.63 |        |
| 20      | 3       | Christopher Naliali | Costa do Marfim | 21.65 |        |
| 21      | 2       | Rodwell Ndhlovu     | Zimbabwe        | 21.87 |        |
| 22      | 1       | Mosito Lehata       | Lesoto          | DSQ   | R162.6 |
| 23      | 1       | Mark Jelks          | Nigéria         | DNS   |        |
| 23      | 2       | Seye Ogunlewe       | Nigéria         | DNS   |        |

### Final
| Posição           | Raia | Atleta             | Nacionalidade   | Tempo | Notas            |
| ----------------- | ---- | ------------------ | --------------- | ----- | ---------------- |
| Medalha de ouro   | 3    | Hua Wilfried Koffi | Costa do Marfim | 20.25 | Recorde nacional |
| Medalha de prata  | 6    | Isaac Makwala      | Botswana        | 20.51 |                  |
| Medalha de bronze | 5    | Carvin Nkanata     | Quênia          | 20.53 |                  |
| 4                 | 4    | Ncincilili Titi    | África do Sul   | 20.63 |                  |
| 5                 | 7    | Jammeh Adama       | Gâmbia          | 20.80 |                  |
| 6                 | 8    | Divine Oduduru     | Nigéria         | 20.81 |                  |
| 7                 | 2    | Idrissa Adam       | Camarões        | 20.84 |                  |
| 8                 | 1    | Francis Zimwara    | Zimbabwe        | DNS   |                  |

Legenda
| Recorde mundial       | Recorde mundial (World record)               |                       | Recorde africano                      | Recorde africano (African) |                                           | Q | Classificado por posição (Qualified) |
| Recorde do campeonato | Recorde do campeonato (Championship record)  | Recorde da América    | Recorde da América (Americas)         | q                          | Classificado por melhor tempo (Qualified) |   |                                      |
| Melhor marca do ano   | Melhor marca do ano (World leading)          | Recorde asiático      | Recorde asiático (Asian)              | DNS                        | Não largou (Did not start)                |   |                                      |
| Recorde nacional      | Recorde nacional (National record)           | Recorde europeu       | Recorde europeu (European)            | DNF                        | Não terminou (Did not finish)             |   |                                      |
| Recorde pessoal       | Recorde pessoal do atleta (Personal best)    | Recorde da Oceania    | Recorde da Oceania (Oceania)          | DSQ / DQ                   | Desclassificado (Disqualified)            |   |                                      |
| Recorde da temporada  | Recorde da temporada do atleta (Season best) | Recorde sul-americano | Recorde sul-americano (South America) | NM                         | Sem marca (No mark)                       |   |                                      |